# Olistolit
Olistolit – masa skalna przemieszczona przez osuwisko podwodne lub na skutek samodzielnego ześlizgnięcia się po skłonie basenu sedymentacyjnego.
Za olistolity uważamy bloki skalne o średnicy przekraczającej 4 metry, górna granica nie jest sprecyzowana – jednak masy skalne o rozmiarach rzędu kilku kilometrów nazywamy płaszczowinami grawitacyjnymi.
Proces powstawania olistolitów i płaszczowin grawitacyjnych nosi nazwę delapsja.